# Flostrand
Flostrand est une localité du comté de Nordland, en Norvège.

## Géographie
Administrativement, Flostrand fait partie de la kommune de Rana.